# Albert Lowagie
Albert Lowagie (Ieper, 22 september 1929) is een gewezen Belgische atleet, die zich had toegelegd op de 400 m. Hij nam eenmaal deel aan de Olympische Spelen.

## Biografie
Lowagie nam in 1950 op de 4 x 400 m estafette deel aan de Europese kampioenschappen, waar hij werd uitgeschakeld in de series. Twee jaar later nam hij zowel op de 400 als op de 4 x 400 m deel aan de Olympische Spelen van Helsinki, waar hij op beide onderdelen uitgeschakeld werd in de series. Samen met Antoon Uytterhoeven, Roger Moens en Fernand Linssen verbeterde hij wel het Belgisch record op het estafettenummer.
In 2018 werd hij verkozen tot 'grootste lokale sportheld' uit Middelkerke, Oostende, De Haan en Blankenberge, een verkiezing georganiseerd door Erfgoedcel Kusterfgoed.

### Clubs
Lowagie was aangesloten bij AA Gent.

## Persoonlijk record
| Onderdeel | Prestatie | Datum | Plaats |
| --------- | --------- | ----- | ------ |
| 400 m     | 49,5 s    | 1952  |        |

## Palmares

### 400 m
- 1952: 5e in serie OS in Helsinki - 50,1 s

### 4 x 400 m
- 1950: 4e in serie EK in Brussel - 3.19,4 s
- 1952: 4e in serie OS in Helsinki - 3.15,8 s